# گولکوند
گولکوند (به فرانسوی: Golconde) یکی از آثار نقاش فراواقع گرای بلژیکی، رنه ماگریت (۱۸۹۸–۱۹۶۷ میلادی) است.

## شرح اثر
در این اثر مردانی با کتی تیره و کلاهی لبه‌دار بر سر (مشخصاتی که در دیگر آثار ماگریت مانند پسری از انسان و اسرار افق قابل مشاهده‌است) در حالتی معلق در هوا در پس زمینه‌ای از آپارتمانی مسکونی به تصویر کشیده شده‌اند.
در این اثر هنری فراواقع‌گرایی، نقاش با استفاده از تکثیر تصویری مشابه از مردانی هم لباس و ظاهراً شبیه به یکدیگر، سعی در القای فضایی فاقد شخصیتی منفرد و حسی فردگرایانه دارد. او بارانی از هنجارهای بورژوایی در یک بعد از ظهر سرد و ملالت‌آور در زندگی ماشینی امروز را به تصویر کشیده‌است.
این دریچه‌ای است که وی در خلال سال‌های دهه ۶۰ میلادی و زندگی در حومه شهر بروکسل از آن دنیای اطرافش را می‌دید، زندگی در آپارتمانی از طبقه متوسطِ جامعه‌ای خشک با مناسباتی قراردادی.
الهام‌بخش نام این نقاشی، شهر گلکنده هندوستان است که شهری ثروتمند بوده‌است.
این اثر که در سال ۱۹۵۳ میلادی خلق شده‌است، هم‌اکنون در مجموعه آثار هنری منیل در هیوستن، تگزاس نگهداری می‌شود.